# Lucio Compagnucci
Lucio Compagnucci (Buenos Aires, 23 de fevereiro de 1996), é um futebolista argentino que joga como volante. Atualmente joga pelo Vélez Sársfield.

## Carreira
Compagnucci começou a sua carreira nas categorias de base do Vélez Sársfield. Estreou profissionalmente em 2014, na derrota por 2 a 0 para o San Lorenzo de Almagro.

## Seleção Argentina

### Sub-17
Em 2013, ganhou com a Seleção Argentina o Campeonato Sul-Americano Sub-17 de 2013, jogando 7 jogos como titular. Ele foi posteriormente convocado para o Campeonato Mundial Sub-17 de 2013, alcançando o 4º lugar com a equipe argentina. Lucio jogou seis jogos como titular, faltando apenas o segundo jogo da fase de grupos devido a expulsão na estreia da competição. Ele também marcou uma vez, na derrota por 4 a 1 para a Suécia na disputa de terceiro lugar.

### Sub-20
Dois anos mais tarde, foi chamado por Humberto Grondona (que anteriormente tinha sido seu treinador na Seleção Sub-17) para participar do Campeonato Sul-Americano Sub-20 de 2015. Na campanha vencedora da time no campeonato, jogou cinco partidas e marcou o gol de empate no último minuto contra a Colômbia na fase final. No entanto, este jogo seria o sua última da competição, após de ter sido suspenso por três partidas devido a uma agressão a um jogador adversário.

## Vida pessoal
Lucio Compagnucci é filho do ex-jogador e treinador do Vélez Sársfield Carlos Compagnucci.

## Estatísticas
Até 1 de maio de 2015.

### Clubes
| Clube             | Temporada         | Campeonato nacional | Campeonato nacional | Campeonato nacional | Copa nacional[a] | Copa nacional[a] | Copa nacional[a] | Competições continentais[b] | Competições continentais[b] | Competições continentais[b] | Outros torneios[c] | Outros torneios[c] | Outros torneios[c] | Total | Total | Total   |
| Clube             | Temporada         | Jogos               | Gols                | Assist.             | Jogos            | Gols             | Assist.          | Jogos                       | Gols                        | Assist.                     | Jogos              | Gols               | Assist.            | Jogos | Gols  | Assist. |
| ----------------- | ----------------- | ------------------- | ------------------- | ------------------- | ---------------- | ---------------- | ---------------- | --------------------------- | --------------------------- | --------------------------- | ------------------ | ------------------ | ------------------ | ----- | ----- | ------- |
| Vélez Sársfield   | 2014              | 1                   | 0                   | 0                   | —                | —                | —                | —                           | —                           | —                           | —                  | —                  | —                  | 1     | 0     | 0       |
| Vélez Sársfield   | 2015              | 1                   | 0                   | 0                   | 0                | 0                | 0                | —                           | —                           | —                           | —                  | —                  | —                  | 1     | 0     | 0       |
| Vélez Sársfield   | Total             | 2                   | 0                   | 0                   | 0                | 0                | 0                | 0                           | 0                           | 0                           | 0                  | 0                  | 0                  | 2     | 0     | 0       |
| Total na carreira | Total na carreira | 2                   | 0                   | 0                   | 0                | 0                | 0                | 0                           | 0                           | 0                           | 0                  | 0                  | 0                  | 2     | 0     | 0       |

- a. ^ Jogos da Copa Argentina
- b. ^ Jogos da Copa Libertadores da América
- c. ^ Jogos do Jogo amistoso

## Títulos
Seleção Argentina
- Campeonato Sul-Americano Sub-17: 2013
- Campeonato Sul-Americano Sub-20: 2015